# 三田洞神仏温泉
三田洞神仏温泉（みたほらしんぶつおんせん）は、岐阜県岐阜市三田洞にある温泉。
長良川温泉の源泉でもある。

## 泉質
- 単純炭酸鉄泉

## 概要
- 岐阜市が運営する日帰り温泉である。
- 1959年（昭和34年）に簡易水道の水源を掘削したところ、偶然掘り当てられた冷鉱泉である。法華寺（三田洞弘法）及び白山神社に近いことから、1967年（昭和42年）に三田洞神仏温泉と名付けられた。1968年（昭和43年）に長良川畔の旅館まで導水管を布設し、長良川温泉となっている。
- 施設は高齢者、障害者等の心身の健康及び福祉の増進を図るための保健休養であり、和室、多目的ホール、障害者用の浴室を設置している。また、岐阜市内の高齢者及び障害者の使用料金は低め（60歳以上200円、障害者100円）に設定してある（高齢者障害者以外の市民や市外者も利用は可能だが、料金は異なる）[1]。

## 営業時間
- 3月～10月　10：00～17：00
- 11月～2月　10：00～16：00
- 休館日　毎月1日、毎週水曜日、年末年始（12月29日～1月3日）

## アクセス
- 公共交通機関
  - 岐阜バス「三田洞」バス停より徒歩約10分。
    - JR東海道本線 岐阜駅（JR岐阜駅バスターミナル）、または名鉄名古屋本線・各務原線 名鉄岐阜駅（名鉄岐阜のりば）から岐阜高富線、高美線、岐北線、岐阜板取線、岐阜女子大線、茜部三田洞線、おぶさ墨俣線。

  - 岐阜市コミュニティバス（みわっこバス、ぐるっとバス）「三田洞神仏温泉」バス停より徒歩すぐ。